# 증산
1. 물은 수동적으로 뿌리 속으로, 그 다음 물관부로 운반된다.
2. 응집력과 접착력은 물 분자가 물관부에서 기둥을 형성하게 한다.
3. 물은 물관부에서 엽육 세포로 이동하여 표면에서 증발하고 기공을 통해 확산으로 식물을 떠난다.

증산 작용 개요:

물관부 내 물의 증산 작용

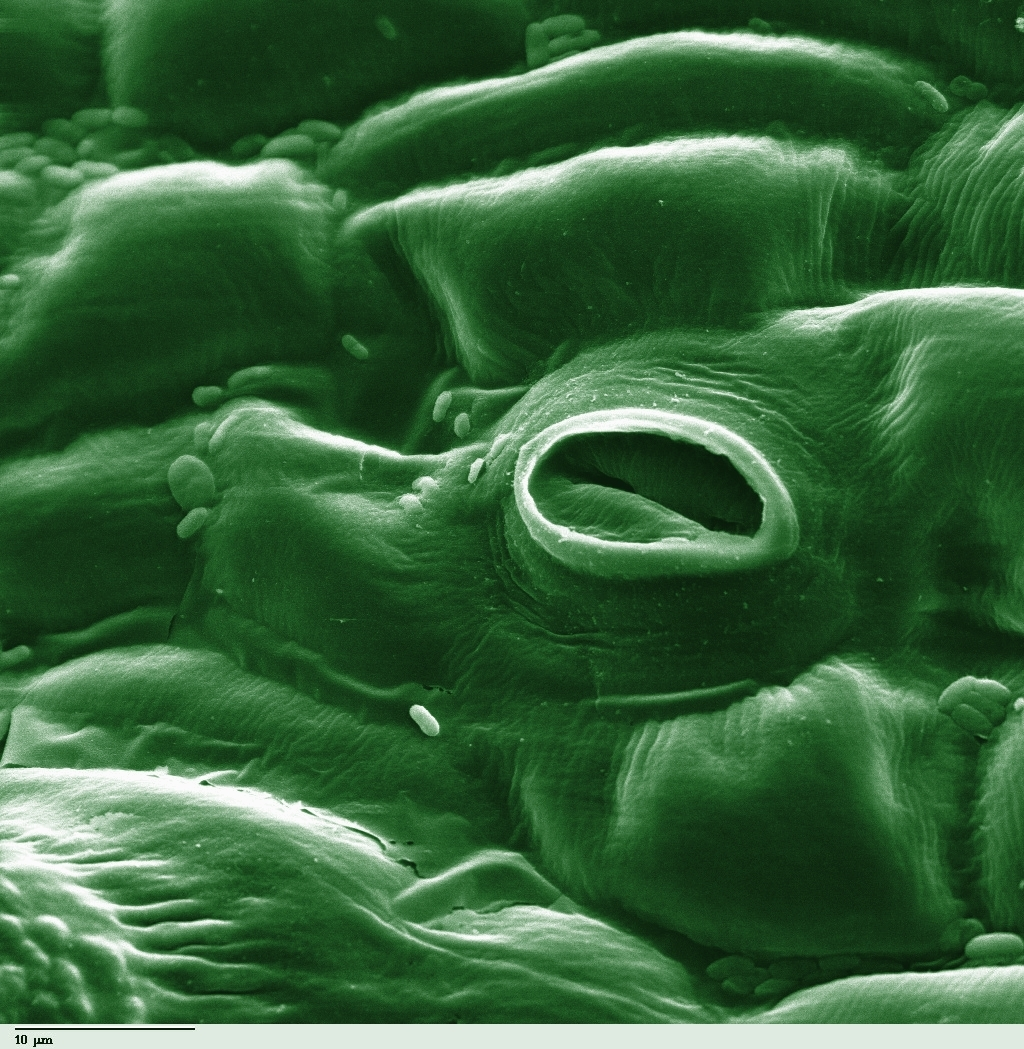
토마토 잎의 기공을 주사전자현미경으로 색을 입혀 보여줌

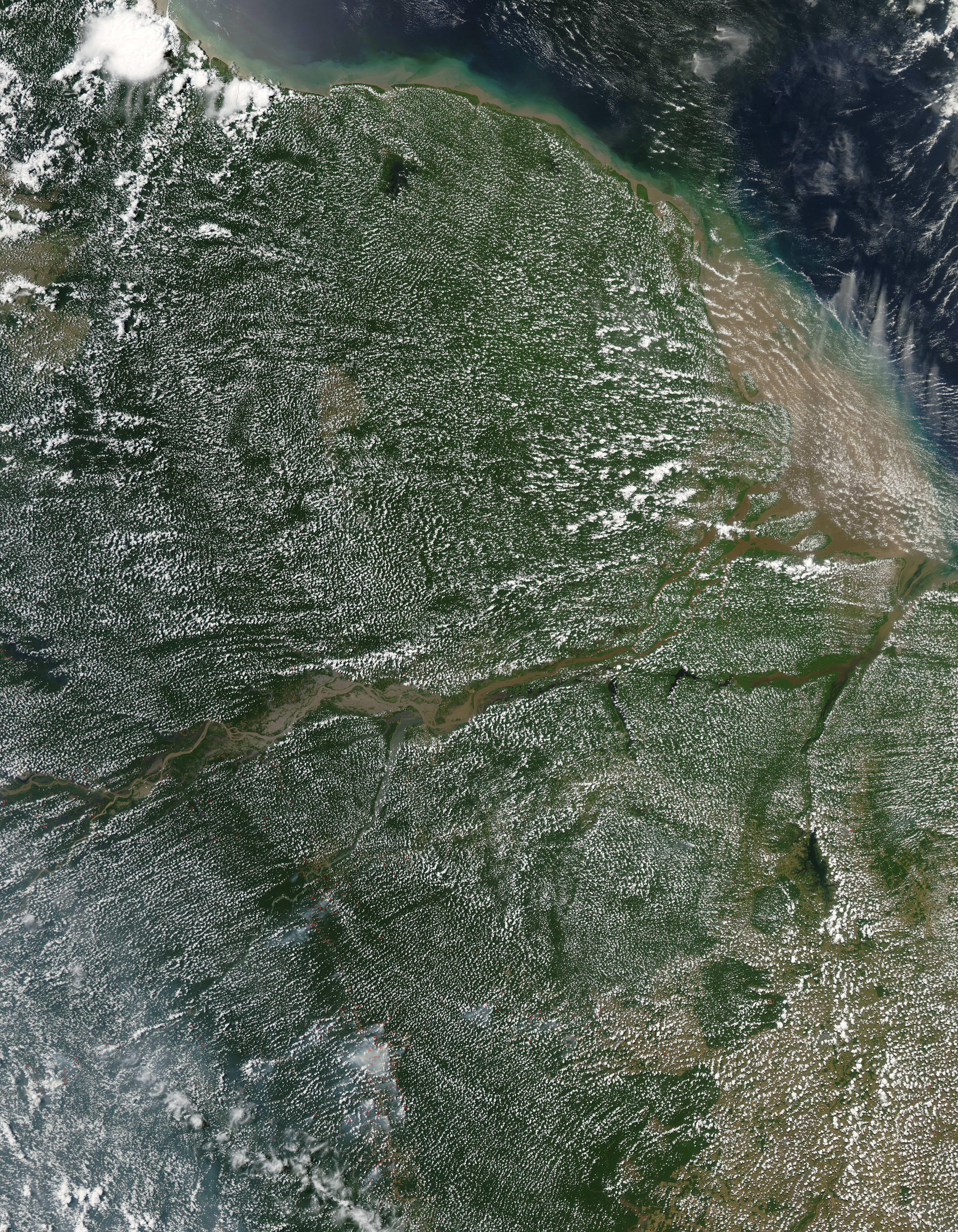
아마존 우림의 이 사진 속 구름은 증발산의 결과이다.

증산(蒸散)은 식물을 통한 물의 이동과 잎, 줄기, 꽃과 같은 지상 부분에서의 증발 과정이다. 이는 식물의 에너지 소모를 필요로 하지 않는 수동적인 과정이다. 증산 작용은 또한 식물을 냉각시키고, 세포의 삼투압을 변화시키며, 물질 이동을 가능하게 한다. 뿌리에 의한 물 흡수가 대기로의 증발로 손실되는 물보다 적을 때, 식물은 물 손실을 줄이기 위해 기공이라는 작은 구멍을 닫는데, 이는 영양분 흡수를 늦추고 대기로부터의 CO2 흡수를 감소시켜 대사 과정, 광합성 및 성장을 제한한다.

## 물과 영양분 흡수
물은 식물에게 필수적이지만, 뿌리에서 흡수되는 물의 소량만이 성장과 신진대사에 사용된다. 나머지 97~99.5%는 증산 작용과 일액현상으로 손실된다. 용해된 무기영양소가 포함된 물은 삼투 작용을 통해 뿌리로 흡수되며, 물 분자의 접착 및 응집력에 의해 물관부를 거쳐 잎으로 이동하고, 기공이라고 불리는 작은 구멍(단수 "stoma")을 통해 빠져나간다. 기공은 공변 세포와 그 기공 보조 세포(함께 기공 복합체로 알려짐)에 의해 둘러싸여 있으며, 이들이 구멍을 열고 닫는다. 응집력-장력설은 잎이 물관부를 통해 물을 끌어당기는 방식을 설명한다. 물 분자들은 서로 달라붙거나 응집력을 나타낸다. 물 분자가 잎 표면에서 증발하면 인접한 물 분자를 끌어당겨 식물 전체에 연속적인 물의 흐름을 만들어낸다.
토양에서 뿌리로 물이 흐르는 속도에 영향을 미치는 두 가지 주요 요인은 토양의 수리 전도도와 토양을 통한 압력 구배의 크기이다. 이 두 요인 모두 뿌리에서 잎의 기공 구멍으로 물관부를 통해 이동하는 물의 부피 흐름 속도에 영향을 미친다. 뿌리에서 잎으로 액체 물의 질량 흐름은 부분적으로 모세관 현상에 의해 구동되지만, 주로 수분 퍼텐셜 차이에 의해 구동된다. 주변 공기의 수분 퍼텐셜이 기공 구멍의 잎 공기 공간보다 낮으면, 수증기는 구배를 따라 이동하여 잎 공기 공간에서 대기로 이동한다. 이 움직임은 잎 공기 공간의 수분 퍼텐셜을 낮추고 엽육 세포벽에서 액체 물의 증발을 유발한다. 이 증발은 세포벽의 물 메니스커스에 가해지는 장력을 증가시키고 그 반경을 감소시켜 세포의 물에 장력을 가한다. 물의 응집 특성 때문에 장력은 잎 세포를 통해 잎과 줄기 물관부로 이동하며, 물이 뿌리에서 물관부 위로 끌려 올라갈 때 순간적인 음압이 생성된다. 키 큰 식물과 나무에서는 물을 안으로 끌어당기는 중력은 기공에서 대기로 물이 확산되면서 식물 상부에서 정수압이 감소함으로써만 극복될 수 있다.

## 어원
증산(transpiration)이라는 단어는 "가로질러"를 의미하는 라틴어 전치사 trans와 "숨쉬다"를 의미하는 라틴어 동사 spīrāre에서 유래한 spiration에서 왔다. 동작 접미사는 "행위"라는 의미를 더하여 "가로질러 숨쉬는 행위"라는 의미를 만들어낸다.

## 모세관 현상
모세관 현상은 액체가 중력과 같은 외부 힘의 도움 없이, 또는 심지어 그 반대로 좁은 공간에서 흐르는 과정이다. 이 효과는 페인트 브러시의 털 사이, 얇은 튜브, 종이나 석고와 같은 다공성 물질, 모래나 액화된 탄소 섬유와 같은 비다공성 물질, 또는 생물 세포에서 액체가 흡수되는 현상에서 볼 수 있다. 이는 액체와 주변 고체 표면 사이의 분자간 힘 때문에 발생한다. 튜브의 지름이 충분히 작으면, 표면장력(액체 내 응집력에 의해 발생)과 액체와 용기 벽 사이의 접착력의 조합이 액체를 추진시키는 역할을 한다.

## 조절
식물은 기공 구멍의 크기를 조절하여 증산 속도를 조절한다. 증산 속도는 또한 경계층 전도도, 습도, 온도, 바람, 그리고 입사되는 햇빛과 같이 잎을 둘러싼 대기의 증발 요구도에 의해 영향을 받는다. 지상 요인 외에도 토양 온도와 습도는 기공 개구에 영향을 미치고, 따라서 증산 속도에도 영향을 미친다. 식물에 의해 손실되는 물의 양은 식물의 크기와 뿌리에서 흡수되는 물의 양에 따라 달라진다. 뿌리 흡수에 영향을 미치는 요인에는 토양의 수분 함량, 과도한 토양 비옥도 또는 염분 함량, 불량하게 발달된 뿌리 계통, 그리고 피티움 또는 리족토니아와 같은 병원성 세균 및 곰팡이에 의해 영향을 받는 것들이 포함된다.
| 특징               | 증산에 미치는 영향 |
| ------------------ | --- |
| 잎의 수            | 더 많은 잎(또는 가시, 또는 기타 광합성 기관)은 더 큰 표면적과 기체 교환을 위한 더 많은 기공을 의미한다. 이는 더 큰 수분 손실을 초래할 것이다. |
| 기공의 수          | 더 많은 기공은 증산을 위한 더 많은 구멍을 제공할 것이다. |
| 잎의 크기          | 표면적이 더 큰 잎은 표면적이 더 작은 잎보다 더 빨리 증산할 것이다. |
| 식물 큐티클의 존재 | 왁스 큐티클은 물과 수증기에 비교적 불투과성이며 기공을 제외한 식물 표면에서의 증발을 줄인다. 반사성 큐티클은 태양열 가열과 잎의 온도 상승을 줄여 증발 속도를 줄이는 데 도움이 된다. 잎 표면의 모용이라는 작은 털 모양 구조물은 잎 표면에 높은 습도 환경을 조성하여 수분 손실을 억제할 수 있다. 이들은 많은 건생식물에서 발견될 수 있는 수분 보존을 위한 식물 적응의 일부 예시이다. |
| 빛 공급            | 증산 속도는 기공 개구에 의해 조절되며, 이 작은 구멍은 특히 광합성을 위해 열린다. 이에 대한 예외(예: 밤 또는 CAM 광합성)가 있지만, 일반적으로 빛 공급은 기공 개방을 촉진한다. |
| 온도               | 온도는 두 가지 방식으로 속도에 영향을 미친다: 1) 온도 상승으로 인한 증발 속도 증가는 수분 손실을 가속화할 것이다. 2) 잎 외부의 상대 습도 감소는 수분 포텐셜 기울기를 증가시킬 것이다. |
| 상대 습도          | 건조한 환경은 더 가파른 수분 포텐셜 기울기를 제공하므로 증산 속도를 증가시킨다. |
| 바람               | 고요한 공기에서는 증산으로 손실된 물이 잎 표면 가까이에 증기 형태로 축적될 수 있다. 이는 잎 내부에서 외부로의 수분 포텐셜 기울기가 약간 줄어들기 때문에 수분 손실 속도를 줄일 것이다. 바람은 잎 표면 근처의 많은 수증기를 날려 보내 잠재적 기울기를 더 가파르게 만들고 물 분자가 주변 공기로 확산되는 속도를 높인다. 그러나 바람 속에서도 잎 표면에 인접한 느리게 움직이는 공기의 얇은 경계층에 약간의 수증기가 축적될 수 있다. 바람이 강할수록 이 층은 더 얇아지는 경향이 있으며, 수분 포텐셜 기울기는 더 가파르다. |
| 물 공급            | 토양으로부터의 제한된 물 공급으로 인한 수분 스트레스는 기공 폐쇄를 초래하고 증산율을 감소시킬 수 있다. |

온도가 식물 증산율에 미치는 영향.
풍속이 식물 증산율에 미치는 영향.
습도가 식물 증산율에 미치는 영향.

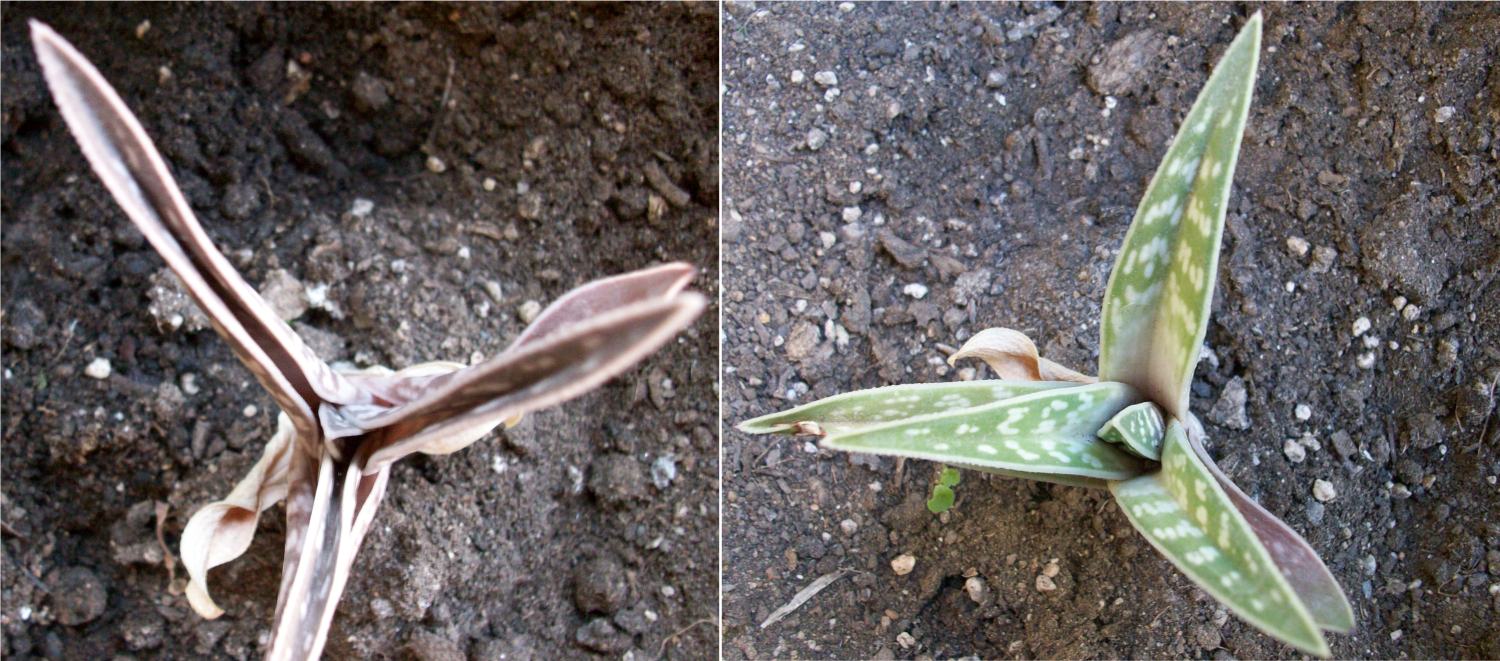
일부 건생식물은 수분 부족 시 잎의 표면을 줄인다(왼쪽). 온도가 충분히 시원하고 수분 수준이 적절하면 잎이 다시 팽창한다(오른쪽).

성장기 동안 잎은 자신의 무게보다 훨씬 많은 물을 증산한다. 1 에이커의 옥수수는 매일 약 3,000–4,000 미국 갤런 (11,000–15,000 리터)의 물을 배출하며, 큰 참나무는 연간 40,000 미국 갤런 (150,000 리터)를 증산할 수 있다. 증산율은 증산된 물의 질량 대 생산된 건조 물질의 질량의 비율이다. 농작물의 증산율은 200에서 1000 사이에 속하는 경향이 있다 (즉, 농작물은 생산된 건조 물질 1kg당 200에서 1000kg의 물을 증산한다).
식물의 증산율은 포토미터, 라이시미터, 포로미터, 광합성 측정기 및 열전도성 수액 흐름 센서를 포함한 여러 기술로 측정할 수 있다. 동위원소 측정은 증산이 증발산의 더 큰 구성 요소임을 나타낸다. 물 안정 동위원소에 대한 글로벌 연구의 최근 증거는 증산된 물이 지하수 및 하천과는 동위원소적으로 다르다는 것을 보여준다. 이는 토양수가 널리 가정된 것만큼 잘 혼합되지 않는다는 것을 시사한다.
사막 식물은 큐티클이 두껍고, 잎 면적이 작으며, 기공이 함몰되어 있고, 털과 같은 특별히 적응된 구조를 가지고 있어 증산을 줄이고 물을 보존한다. 많은 선인장은 잎이 아닌 다육질 줄기에서 광합성을 수행하므로, 줄기의 표면적이 매우 낮다. 많은 사막 식물은 돌나물산 대사 또는 CAM 광합성이라는 특별한 유형의 광합성을 가지고 있는데, 이 방식에서는 낮 동안 기공이 닫히고 증산이 더 낮을 밤에 열린다.

### 공동현상
식물이 건강을 유지하는 데 필요한 압력 구배를 유지하기 위해 뿌리로 지속적으로 물을 흡수해야 한다. 증산으로 인해 손실되는 물의 요구 사항을 충족할 수 있어야 한다. 식물이 증산과 균형을 유지할 만큼 충분한 물을 흡수할 수 없을 때 공동현상이라는 현상이 발생한다. 공동현상은 식물이 물관부에 충분한 물을 공급할 수 없을 때 발생하며, 물관부가 물 대신 수증기로 채워지기 시작한다. 이 수증기 입자들은 함께 모여 식물의 물관부에 막힘을 형성한다. 이는 식물이 관다발계를 통해 물을 운반하는 것을 방해한다. 식물의 물관부 전체에 공동현상이 발생하는 명확한 패턴은 없다. 효과적으로 처리되지 않으면 공동현상은 식물이 영구 위조점에 도달하게 하고 죽게 할 수 있다. 그러므로 식물은 이러한 공동현상 막힘을 제거하는 방법을 가지고 있거나, 식물 전체에 새로운 혈관 조직 연결을 만들어야 한다. 식물은 밤에 기공을 닫아 증산 흐름을 멈춤으로써 이를 수행한다. 이렇게 하면 뿌리가 0.05 mPa 이상의 압력을 생성할 수 있으며, 이는 막힘을 파괴하고 물관부를 물로 다시 채워 관다발계를 다시 연결할 수 있다. 식물이 막힘을 제거할 만큼 충분한 압력을 생성할 수 없는 경우, 구멍 쌍을 사용하여 막힘이 퍼지는 것을 막은 다음 식물의 관다발계를 다시 연결할 수 있는 새로운 물관부를 생성해야 한다.
과학자들은 비침습적인 방식으로 증산 중 물관부의 내부 상태를 모니터링하기 위해 자기공명영상 (MRI)을 사용하기 시작했다. 이 영상화 방법은 과학자들이 식물 전체를 통한 물의 움직임을 시각화할 수 있게 해준다. 또한 물관부 내 물이 어떤 상에 있는지 볼 수 있어 공동현상 발생을 시각화하는 것도 가능하다. 과학자들은 20시간 동안의 햇빛 노출 동안 10개 이상의 물관부가 기체 입자로 채워져 공동화되는 것을 확인할 수 있었다. MRI 기술은 또한 식물 내에서 이러한 물관부 구조가 복구되는 과정을 볼 수 있게 해주었다. 3시간 동안 어둠 속에 있은 후에는 혈관 조직이 액체 물로 다시 채워지는 것이 관찰되었다. 이는 어둠 속에서 식물의 기공이 닫히고 증산이 더 이상 발생하지 않기 때문에 가능했다. 증산이 멈추면 뿌리에서 생성되는 압력에 의해 공동화 거품이 파괴된다. 이러한 관찰은 MRI가 물관부의 기능적 상태를 모니터링할 수 있으며 과학자들이 처음으로 공동현상 발생을 볼 수 있게 한다는 것을 시사한다.

## 환경에 미치는 영향

### 냉각
증산 작용은 식물을 냉각시킨다. 증발하는 물은 리터당 2260 kJ에 달하는 큰 증발 잠열로 인해 열 에너지를 실어 나른다.

## 같이 보기
- 증발
- 증발산